# Hemicordulia novaehollandiae
Hemicordulia novaehollandiae – gatunek ważki z rodziny szklarkowatych (Corduliidae).